# Podagrion melleum
Podagrion melleum är en stekelart som först beskrevs av John Obadiah Westwood 1847.  Podagrion melleum ingår i släktet Podagrion och familjen gallglanssteklar. Inga underarter finns listade i Catalogue of Life.